# Arthur Kuggeleyn
Arthur Kuggeleyn (* 1960 in Zeist, Niederlande) ist ein niederländischer Choreograph, Theatermacher, Schauspieler und Performer.

## Leben
Arthur Kuggeleyn ist in den Niederlanden und auf Curacao aufgewachsen. 1979 zog er nach Berlin. Er lebt auf Schloss Bröllin in Mecklenburg-Vorpommern, und in Berlin.

## Arbeit
Arthur Kuggeleyn kam 1982 zu den Freien Theateranstalten Berlin; dort spielte er im Theaterstück (König Ubu) nach Alfred Jarry.
1984 gründete Kuggeleyn das RA-Theater in Berlin, für welches er Neufassungen klassischer Theaterstücke, wie Philoktet (n. Heiner Müller) und Lear (n. Shakespeare) sowie eigene Stücke und Performances kreierte.
Ab 1985 spielte er in experimentellen Filmen, u. a. von Hartmut Jahn und Ika Schier, und schuf Choreografien, u. a. für die ehemalige Performancegruppe Notorische Reflexe. Er organisierte verschiedene Theater- und Performancefestivals wie: „Alle Abenteuer dieser Erde“, „Offscoene“ oder „Zivilisationantizivilisation“.
1986 gründete Arthur Kuggeleyn das RA.M.M. Theater, eine Berliner Spektakel- und Performancegruppe. Nach einem Atelier-Stipendium-Aufenthalt 1988 im Künstlerhaus Bethanien wurde er 1989 Mitgründer der Berliner Spielstätte RAMMZATA in Berlin. 1991 drehte David Vostell ein Video über Bestia Pigra.
Nach dem Fall der Berliner Mauer gründete er mit dem RA.M.M. die Kulturinstitution „Schloss Broellin“ in Mecklenburg-Vorpommern. Von 1997 bis 2000 tanzte er in der Kompanie von Felix Ruckert und wurde hauptsächlich durch sein Solo im Tanzstück „Hautnah“ bekannt. In dieser Zeit entstand auch seine eigene Tanzkompanie Arthur Kuggeleyn + Co. Mit seiner Tanzgruppe entwickelte er im Lausanner Arsenic Theater seinen „Trance-Hypnotic“-Tanzstil, der sich durch minimale, reduzierte und repetitive Bewegungen auszeichnet. Einige seiner provokativen Tanztheater-Stücke, wie „Heizkörper“ oder „Masters of Complications“, fanden weltweiten Erfolg.
Kuggeleyn hat mehrere Auftragswerke für Tanz, Ballett, und Theater Kompanien geschaffen, die bekanntesten darunter sind „Dios Mio“ mit dem Ballett Teatro del Espacio von Michel Descombey in Mexiko-Stadt, „Friendly Fire“ für das Kosovo-Ballett und „Cage Birds“ für das Jin Xing Dance Theater in Shanghai.

## Choreografien und Theaterstücke
- 1987: RIDIKI
- 1987: 750000 sec rush hour
- 1988: D.I.N.G.
- 1988: Apis
- 1988: Braindrops
- 1989: Embryonale evolutionäre Stauforschung
- 1989: Akte
- 1990: Massentrieb
- 1991: Bestia Pigra
- 1992: Casa de locos
- 1993: Kaerlek mich
- 1994: Kauft Hirn
- 1994: B.E.D.
- 1995: Save
- 1995: Zeichen eines Schockes
- 1996: Short shocks
- 1996: I.C.H.
- 1998: Lost
- 1999: Superuschi[1]
- 1999: Red Light
- 2000: Sticky couple
- 2000: Testosteron
- 2001: How to mange a hiccup
- 2001: Hiccups
- 2002: Heizkoerper
- 2003: Comixtrip
- 2003: Enormous flying flower jelly job
- 2004: Ubiquitrip
- 2004: Intimintime
- 2005: Masters of complications
- 2006: Kopflos
- 2006: Nichtsistünmöglich
- 2006: After effects ‚06
- 2007: Dios Mio
- 2007: Okidoki
- 2007: Cash
- 2011: After effects ‚11
- 2011: Friendly fire
- 2012: Hi-story
- 2013: Endless
- 2013: Cage Birds

## Publikationen
- Berlin Wonderland[2]
- Exposition „Heizkoerper de Arthur Kuggeleyn“ von Isabelle Ginot, édition l’Arsenic de Lausanne, 2002
- Die somanbulen[3]
- RA.M.M. Theaterart, 1990[4]
- Florian Vogelfrei[5]